# Bennachie (Berg)
Bennachie, ausgesprochen Ben-a-Hie, ist ein Berg im Nordosten der schottischen Council Area Aberdeenshire.

## Beschreibung
Der Bergrücken verläuft grob in ost-westliche Richtung und hat mehrere Gipfel, deren höchster, der Oxen Craig, 528 Meter misst. Weitaus bekannter ist jedoch der Nebengipfel des Mither Tap mit 518 m, dessen markante Spitze am westlichen Rand des Berges steht und die hügelige Fläche darunter um rund 350 m überragt. Auf ihm befindet sich das möglicherweise frühmittelalterliches Hillfort Mither Tap Fort, das ein gutes Panorama nach Norden und Osten bietet. Der Bennachie bildet eine bis zu 60 Kilometer weit sichtbare Landmarke.
Der Berg mit seinem leichten Anstieg bis hinauf zum Gipfel ist aufgrund seiner Nähe zu Aberdeen ein beliebtes Ausflugsziel für Wanderer.

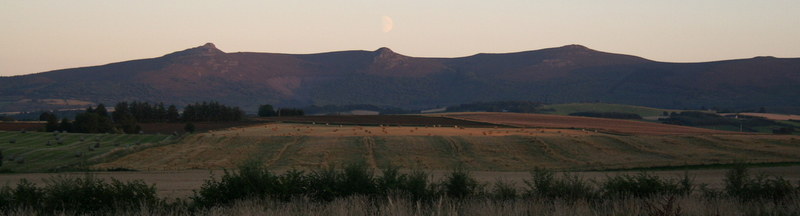
Der Berg von Norden

## Geschichte
Bisher existiert keine sichere Lokalisierung der um 83 unter Gnaeus Iulius Agricola geschlagenen Schlacht am Mons Graupius. Der Bennachie wird als eine Möglichkeit für den Mons Graupius aus römischer Geschichtsschreibung in Betracht gezogen.
Das Massiv des Bennachie besteht zu wesentlichen Teilen aus Granit und Porphyrgranit. Dieser wurde in verschiedenen Steinbrüchen abgebaut.
Die Namensherkunft des Bennachie ist ungeklärt. Die landläufige Ableitung von Beinn na Ciche („Busenberg“), die auf andere Hügel in Schottland zutrifft (paps), wird weitgehend abgelehnt. Als mögliche Herleitungen werden insbesondere zwei Möglichkeiten in Betracht gezogen. Ein piktischer König soll die Länder nördlich von Forth und Clyde unter seinen sieben Söhnen aufgeteilt haben. Diese wurden dann nach ihren Herrschern benannt. Es wird davon ausgegangen, dass fünf dieser Länder identifiziert wurden. Ein Sohn namens Ce soll die Länder des späteren Mar und Buchan erhalten haben. Von seinem Namen könnte sich die Endsilbe des Berges ableiten, womit dieser „Berg des Ce“ hieße. Ebenfalls in Betracht gezogen werden die Ableitungen von schottisch-gälisch ceathach („Nebel“) und cith („Regen“), woraus sich Beinn a’ cheathaich beziehungsweise Beinn a’ chithe für „Nebelberg“ beziehungsweise „Regenberg“ ergeben.